# Крэмптон, Томас Рассел
То́мас Ра́ссел Крэ́мптон (англ. Thomas Russell Crampton; 6 августа 1816, Бродстейрс, Кент — 19 апреля 1888, Лондон) — английский инженер, конструктор паровозов. Проходил стажировку на Great Western Railway и у Марка Брюнеля. Стал известен разработкой лучших локомотивов эпохи, но имел разносторонние инженерные интересы, включая электрический телеграф и даже строительство тоннеля под Ла-Маншем (для чего сконструировал специальный проходческий щит). Созданные Крэмптоном локомотивы имели гораздо больший успех во Франции, Германии и Италии, чем в родной Великобритании.

## Биография
Томас Крэмптон родился 6 августа 1816 в городке Бродстейрс на острове Танет в графстве Кент (Великобритания) в семье Джона и Мэри Крэмптон. Его отец был сантехником и одновременно архитектором. 
Образование Томас получил в частной школе. 25 февраля 1841 года он женился на Луизе Марте Холл, певице и подруге знаменитой Енни Линд. В семье родилось восемь детей: шесть мальчиков и две девочки. Старшая дочь, Ада Сара, умерла 16 февраля 1857 года в возрасте четырёх лет. В память об этом печальном событии Крэмптон изготовил витраж для церкви Св. Петра в Бродстейрсе. Его младшая дочь, Луиза, должна была выйти замуж за сэра Горация Рамбольда, посла в Нидерландах.
Первая жена Томаса умерла 16 марта 1875 года. 25 августа 1881 года он женился вторым браком на Элизабет Верге. 
Томас Крэмптон умер 19 апреля 1888 года в своём доме в Вестминстере по адресу Эшли Плейс, 19. Его похоронили на кладбище Кенсал-Грин.

## Карьера и достижения

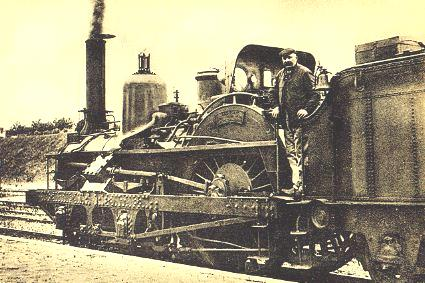
Локомотив Крэмптона 1846 года

Крэмптон начал карьеру инженера. Сначала он работал с Марком Брюнелем, а затем в компании Great Western Railway в Суиндоне.

### Компания Great Western Railway 1839–1843
Крэмптон был принят на работу в качестве помощника Марка Брунеля (отца знаменитого инженера Изамбарда Брюнеля), в 1839 году он начал трудиться непосредственно в компании Great Western Railway (GWR), а затем стал заместителем Даниэля Гуча. Вместе с Гучем Крэмптон принимал участие в проектировании локомотивов класса «Светлячок». Гуч хотел  наладить производство локомотивов для широкой колеи. Такие паровозы могли быть более устойчивы (а значит развивать более высокую скорость), чем паровозы, работающие на линиях стандартной колеи. Тем самым можно было бы доказать, что у широкой колеи больше перспектив в будущем. Крэмптон, не поставив в известность руководство GWR, придумал ряд важных усовершенствований для локомотивов стандартной колеи, чтобы они ни в чём не уступали локомотивам широкой колеи. 
В 1843 году Крэмптон покинул GWR.

### 1844–1851
Крамптон понял, что надо сделать, чтобы локомотивы стандартной колеи могли соответствовать характеристикам локомотивов широкой. Для этого требовалось увеличить диаметр котла и сбалансировать центр тяжести. Кроме того, ведущие колеса большего размера позволяли при меньшей скорости поршня обеспечить более высокое ускорение состава.
В 1843 году Крэмптон получил патент на новую конструкцию локомотива. Позднее инженер вспоминал, что внешний вид его локомотивов был странным, так как ведущее колесо пришлось расположить позади. Однако Крэпмтон внёс важные технические усовершенствования. Наиболее важные из них: широкие проходы для пара, большие поверхности нагрева и более крупные колёса.
С 1844 по 1848 год Крэмптон работал в компании инженеров Джона и Джорджа Ренье .
В 1845 году Крэмптон получил свой первый заказ на создание локомотива. Заказчиком выступила компания по строительству железнодорожный в Бельгии между городами Намюр и Льеж. Всего требовалось изготовить три локомотива под колею 7 футов (2,13 м) с диаметром ведущих колес 14,5 футов (1,35 метра). Паровозы были построены фирмой Tulk and Ley из Уайтхейвена. Один из локомотивов был успешно испытан в 1847 году на железных дорогах компании London and North Western Railway. Затем которые Крэмптон построил паровоз «Патент Крэмптон» в Кру. 
Заказчики поставили задачу: максимальная скорость должна достигать 79 миль в час (127 км/ч), и средняя — 53 мили в час (85 км/ч) при протяжённости маршрута 30 миль (48 км) и весе груза 60 тонн. Другое требование касалось скорости перевозки восьми вагонов на расстояние более 16 миль (26 км): 74 мили в час (119 км/ч).
В 1847 году Крэмптон стал членом-учредителем Института инженеров-механиков. А в 1848 году он начал работать в должности инженера в Лондоне. 
В 1850 году в Бирмингеме был представлен локомотив Crampton. Через год он основал газовый завод Бродстейрс, и самостоятельно профинансировал большую часть работ.

### Компания South Eastern Railway 1851-1888

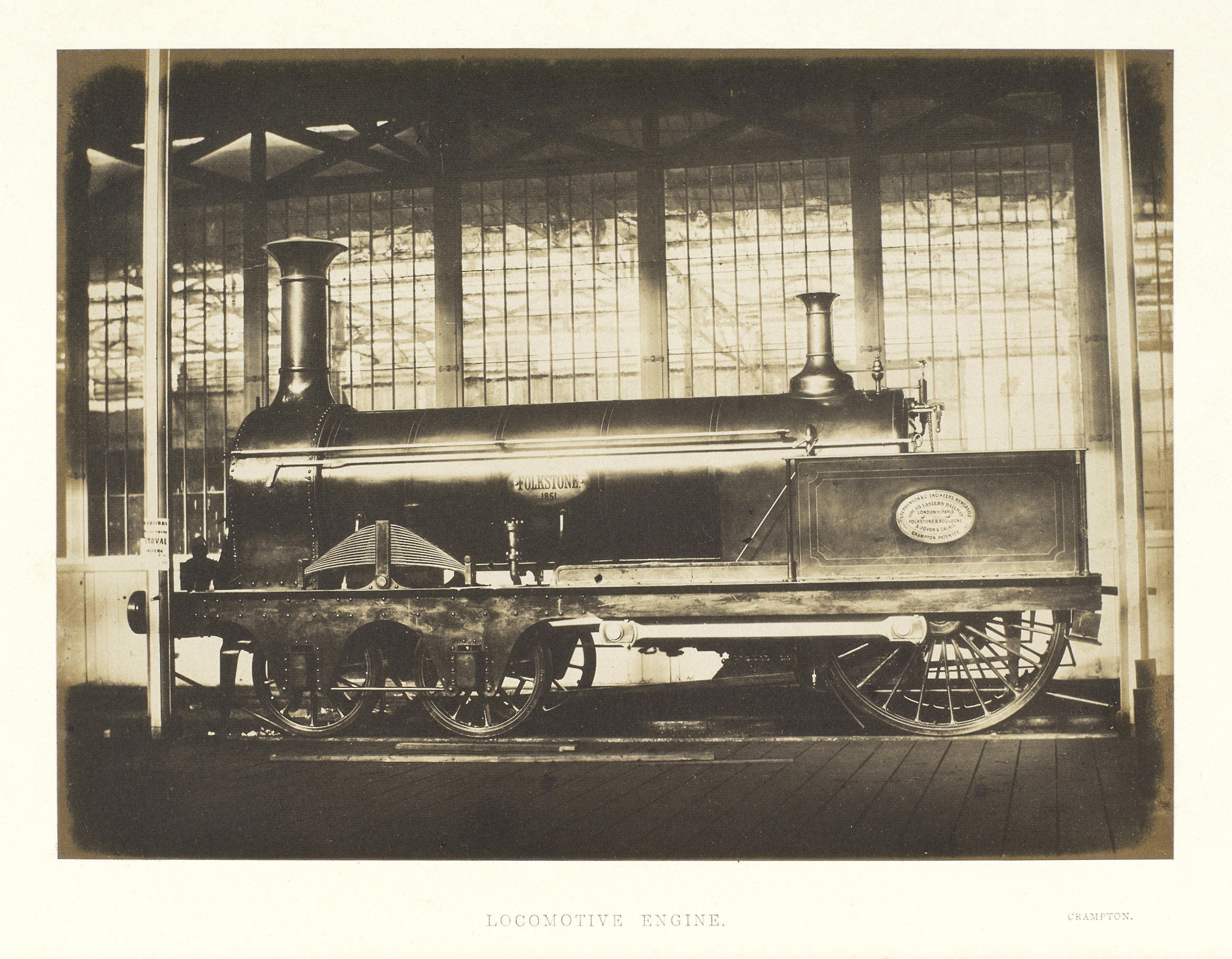
Локомотив Крэмптона, завоевавший золотую медаль на Всемирной выставке в Лондоне

К 1851 году Крэмптон работал в компании South Eastern Railway (SER). В том же году было построено десять новых локомотивов модели Crampton. Один из них, №136 Folkstone, был представлен на Всемирной выставке в Лондоне в 1851 году, где получил золотую медаль.
В 1854 году Крэмптон стал членом правления Института инженеров-строителей, а в 1855 году он отвечал за строительство Берлинской водопроводной станции. В 1856 его наградили прусским орденом Красного Орла. 
В 1859 году Крэмптон основал компанию Broadstairs Water Company, которая построила водонапорную башню высотой 80 футов (24,38 м). В настоящее время в ней расположен Музей Крэмптон-Тауэр. Водонапорная башня вмещала 380 тысяч литров воды. Компания Broadstairs Water Company была передана в собственность городского районного совета Бродстейрса в 1901 году. 
В 1860 году Крэмптон спроектировал башню для церкви Святой Троицы в Бродстейрсе. Писатель Чарльз Диккенс назвал её «отвратительным кремниевым храмом, окаменевшим стогом сена». Крэмптон построил за свой счёт пожертвовал железный мост который был построен через реку Гудзон Степс. Это мост он назвал именем младшей дочери Луизы Гэп. В 1883 году Крэмптон был избран вице-президентом Института инженеров-механиков.

### Peto and Betts
Крэмптон стал партнёром в компании Peto and Betts и взял на себя руководство строительства железной дороги London, Chatham and Dover Railway. Однако в 1867 году товарищество обанкротилось. Процедуру личного банкротства пришлось пройти и самому Крэмптону. Однако он сумел сохранить хорошую репутацию и продолжить бизнес.

### Строительство железных дорог
Крэмптон полностью или частично отвечал за строительство железнодорожных линий, проложенных между Смирной и Айдыном; Варной и Русе. Он строил линии Chatham main line и Maidstone line. Последние стали частью компании London, Chatham and Dover Railway.  Крэмптон также был председателем Stratford-upon-Avon and Midland Junction Railway. Локомотив Крэмптона был использован для первого поезда, шедшего из Кинетона в Фенни Комптон. Одновременно инженер был партнёром Mont Cenis Pass Railway.

### Электрический телеграф
Крэмптон был ответственен за прокладку первого в мире международного подводного кабеля. Он был проложен в проливе Па-де-Кале в 1851 году. Первые сообщения были переданы 13 ноября 1851 года, а сам кабель использовался до 1859 года. Заказчиком выступила компания Submarine Telegraph Company.

### Евротоннель
Крэмптон считал очень перспективной идеей проект строительства тоннеля между Великобританией и Францией. Он разработал специальный тоннелепроходческий комплекс. Это изобретение позволило перейти к современные методам строительства тоннелей.